# Campandré-Valcongrain
Campandré-Valcongrain és un municipi francès situat al departament de Calvados i a la regió de Normandia. L'any 2007 tenia 111 habitants.

## Demografia

### Població
El 2007 la població de fet de Campandré-Valcongrain era de 111 persones. Hi havia 48 famílies de les quals 13 eren unipersonals (9 homes vivint sols i 4 dones vivint soles), 22 parelles sense fills, 9 parelles amb fills i 4 famílies monoparentals amb fills.
La població ha evolucionat segons el següent gràfic:
Habitants censats

### Habitatges
El 2007 hi havia 53 habitatges, 47 eren l'habitatge principal de la família, 2 eren segones residències i 4 estaven desocupats. 52 eren cases i 1 era un apartament. Dels 47 habitatges principals, 33 estaven ocupats pels seus propietaris, 13 estaven llogats i ocupats pels llogaters i 1 estava cedit a títol gratuït; 1 tenia una cambra, 2 en tenien dues, 10 en tenien tres, 14 en tenien quatre i 20 en tenien cinc o més. 10 habitatges disposaven pel capbaix d'una plaça de pàrquing. A 21 habitatges hi havia un automòbil i a 21 n'hi havia dos o més.

### Piràmide de població
La piràmide de població per edats i sexe el 2009 era:
| Homes | Edats   | Dones |
| ----- | ------- | ----- |
| 0     | 95 o +  | 0     |
| 0     | 90 a 94 | 0     |
| 0     | 85 a 89 | 4     |
| 0     | 80 a 84 | 0     |
| 0     | 75 a 79 | 0     |
| 0     | 70 a 74 | 4     |
| 4     | 65 a 69 | 0     |
| 4     | 60 a 64 | 0     |
| 0     | 55 a 59 | 4     |
| 0     | 50 a 54 | 0     |
| 8     | 45 a 49 | 0     |
| 0     | 40 a 44 | 0     |
| 8     | 35 a 39 | 4     |
| 8     | 30 a 34 | 8     |
| 0     | 25 a 29 | 4     |
| 0     | 20 a 24 | 0     |
| 4     | 15 a 19 | 0     |
| 0     | 10 a 14 | 0     |
| 4     | 5 a 9   | 0     |
| 4     | 0 a 4   | 0     |

## Economia
El 2007 la població en edat de treballar era de 67 persones, 50 eren actives i 17 eren inactives. De les 50 persones actives 42 estaven ocupades (24 homes i 18 dones) i 7 estaven aturades (3 homes i 4 dones). De les 17 persones inactives 10 estaven jubilades, 4 estaven estudiant i 3 estaven classificades com a «altres inactius».
Activitats econòmiques
Dels 7 establiments que hi havia el 2007, 1 era d'una empresa de fabricació d'altres productes industrials, 4 d'empreses de construcció, 1 d'una empresa d'hostatgeria i restauració i 1 d'una empresa de serveis.
Dels 4 establiments de servei als particulars que hi havia el 2009, 1 era un paleta, 2 fusteries i 1 lampisteria.
L'any 2000 a Campandré-Valcongrain hi havia 7 explotacions agrícoles.

## Poblacions més properes
El següent diagrama mostra les poblacions més properes.